# ハーバート・クレーマー
ハーバート・クレーマー（Herbert Kroemer、1928年8月25日 - 2024年3月8日）は、ドイツ出身の物理学者。カリフォルニア大学サンタバーバラ校の電子工学とコンピュータ工学の教授。ヴァイマル生まれ。

## 経歴
1952年に、当時の新型トランジスタにおける熱電子効果の論文によってドイツのゲッティンゲン大学で理論物理学の博士号を取得した。半導体の物理の研究をしている。
彼はドイツとアメリカの多くの研究室で研究を行い、1968年から1976年まではコロラド大学で電子工学を教えた。1976年にはUCSBの研究所に属し、当時主流だったシリコンの半導体ではなく、新しい化合物を使った半導体の研究を行った。全米技術アカデミーの会員であるクレーマーはいつも主流とは違う研究を好む。1950年代に彼はドリフトトランジスタを開発し、ヘテロ接合を採用した半導体がよりよいパフォーマンスを見せることを初めて指摘した。さらに有名なのは、1963年にいまや半導体レーザーの中心概念であるダブルのヘテロ接合のレーザーの概念を導入したことである。クレーマーは分子線エピタキシー法の草分けの一人であり、この技術を新しい物質に適用する実験を熱心に行っていた。
2000年、クレーマーとジョレス・アルフョーロフは、「高速エレクトロニクスおよび光エレクトロニクスに利用される半導体ヘテロ構造の開発」によりノーベル物理学賞を分け合った。
2024年3月8日に死去。95歳没。

## 受賞歴
- 1982年 ヴェルカー賞
- 1986年 IEEEジャック・A・モートン賞
- 1994年 フンボルト賞
- 2000年 ノーベル物理学賞
- 2002年 IEEE栄誉賞